# 湘西黑猪
湘西黑猪是一个中国地方猪品种。
湘西黑猪主要产于湖南省西部，分桃源黑猪（桃源县）、浦市黑猪（泸溪县）和大合坪黑猪（沅陵县）等3个类群。
湘西黑猪毛色为黑色。浦市黑猪体型较大，也称“铁骨猪”。大合坪黑猪体型较小。桃源黑猪的体型介于浦市黑猪与大合坪黑猪。
1986年，湘西黑猪被收录至《中国猪品种志》。2006年，湘西黑猪列入《国家级畜禽遗传资源保护名录》。